# 초분자 촉매작용

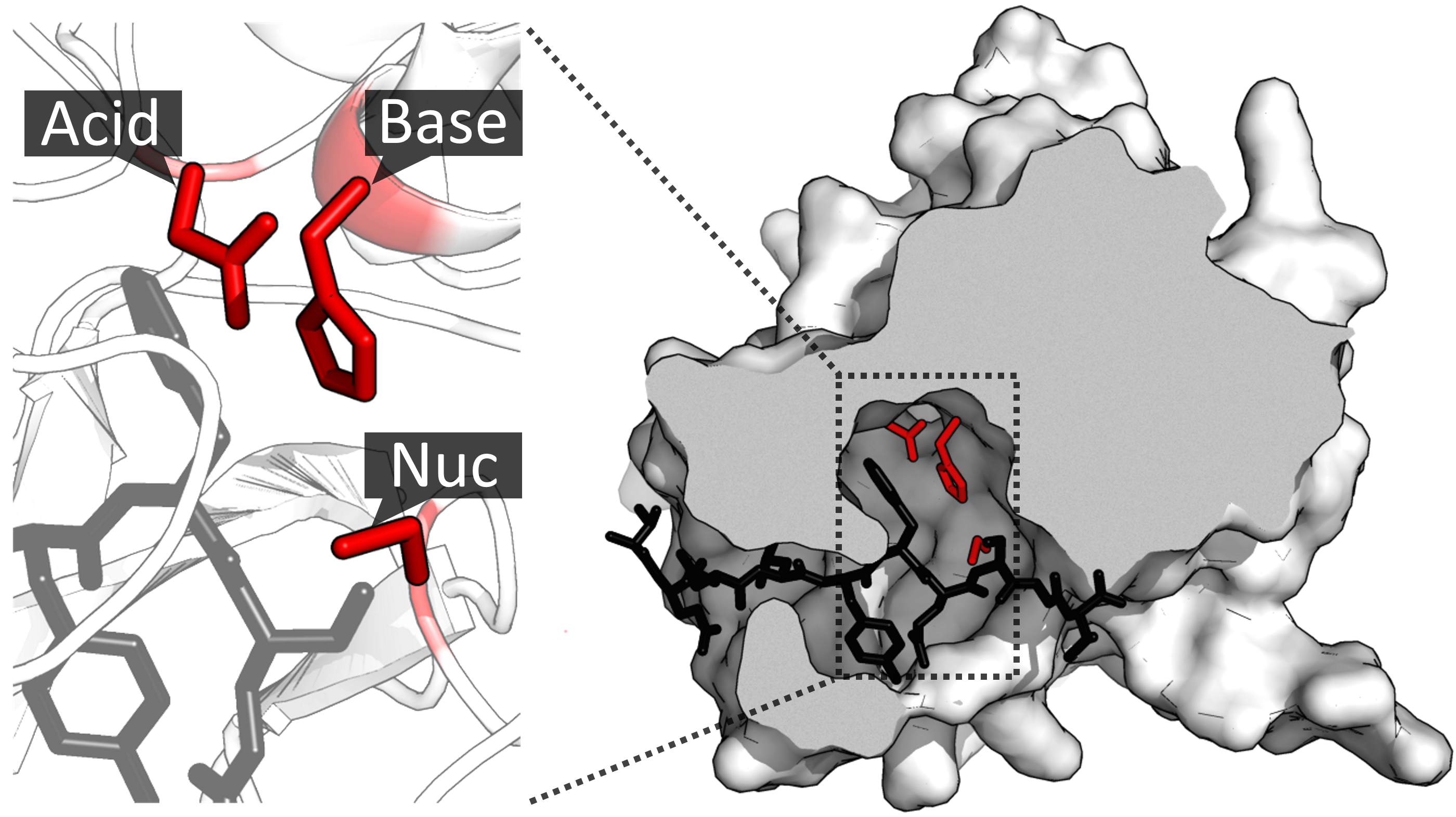
효소(TEV 단백질가수분해효소,)는 자연에서 발견할 수 있는 초분자 촉매의 한 예이다. 초분자 촉매작용의 목표 중 하나는 효소의 활성 부위를 모방하는 것이다.

초분자 촉매작용(超分子觸媒作用, 영어: supramolecular catalysis)은 잘 정의된 분야는 아니지만 일반적으로 초분자화학, 특히 분자 인식 및 게스트 결합을 촉매에 적용하는 것을 말한다. 이 분야는 원래 고전적인 유기화학 반응과 달리 수소 결합, 양이온-파이 상호작용 및 소수성 힘과 같은 비공유결합성 상호작용을 활용하여 반응 속도를 극적으로 가속화하거나 매우 선택적인 반응이 일어나도록 하는 효소 시스템에서 영감을 받았다. 효소는 구조적으로 복잡하고 변형하기 어렵기 때문에 초분자 촉매는 효소의 촉매 효율과 관련된 요인을 연구하기 위한 더 간단한 모델을 제공한다. 이 분야의 또 다른 목표는 자연에서 동등한 효소를 가질 수도 있고 갖지 않을 수도 있는 효율적으고 실용적인 촉매의 개발이다.

## 같이 보기
- 초분자화학
- 주객화학
- 효소
- 효소 촉매작용
- 인공 효소
- 분자 캡슐화